# 프랑수아르네 드 샤토브리앙
샤토브리앙 자작 프랑수아르네(François-René, vicomte de Chateaubriand)는 1768년 9월 4일 생말로에서 태어나 1848년 7월 4일 파리에서 사망한 프랑스의 작가이자 정치인이다. 샤토브리앙은 프랑스 낭만주의의 선구자 중 한 명으로, 불문학에서 위대한 이름을 남긴 이들 가운데 하나로 평가받는다.
프랑스의 생말로에서 브르타뉴 지방의 오래된 귀족 가문의 둘째 아들로 태어났다. 루소, 존 밀턴의 영향을 받아 무신론적인 성향이 강했으나 어머니와 누이가 옥중에서 죽고난 후 기독교에 복귀해 로마 가톨릭교회의 왕당적 전통주의자가 되었다. 화려하고 섬세한 정열을 가진 문체로서, 서정적인 작품으로 낭만주의 문학의 선구자가 되었다. 1787년에는 형의 장인인 말세르브의 도움으로 루이 16세를 알현하게 되고 사교계에 데뷔해 자유분방한 생활을 시작했다. 1791년에 아메리카 대륙을 여행하게 되는데, 이는 훗날 저술의 밑바탕이 되는 중요한 경험이었으며, 1792년에는 셀루타의 모델이 되기도 한 셀레스트와 결혼을 했다. 그는 프랑스 대혁명때 반혁명군에 참가하였다가 1793년부터 영국에서 혹독한 망명 시절을 보냈다. 나폴레옹 1세의 후대로 로마 공사를 지내기도 했으나, 후에는 불화로 평생을 적대시하였다.
파리로 돌아온 후 1801년에 《아탈라》를, 1802년에는 나폴레옹의 보호 아래에서 《르네》가 수록된 《기독교의 정수》를 발표했다. 이 작품들의 대성공으로 인해 샤토브리앙은 프랑스 낭만주의의 시작을 화려하게 알렸다. 이어서 1809년에 《순례자들》, 1826년에 《나체즈 족》이 포함된 《전집》을 발간하고 1844년에는 《랑세의 삶》을 출판했다. 샤토브리앙은 1817년 이후 《무덤 너머의 회상》을 30여 년에 걸쳐 집필했다. 또한 샤토브리앙은 왕정파의 일원으로서 두 번의 장관직과 영국 대사를 비롯한 세 번의 대사직을 수행하기도 했다. 1848년 80세의 나이로 사망하기까지 루이 16세 치하, 프랑스 대혁명, 나폴레옹 치하, 왕정복고 등의 극심한 정치적·사회적 변화 속에서 정치가로, 작가로 파란만장한 인생을 살았다. “샤토브리앙처럼 될 것, 그렇지 않으면 아무것도 아니다”라고 빅토르 위고가 말했을 정도로 당대의 젊은이들과 후대에 많은 영향을 주었다.

## 저서

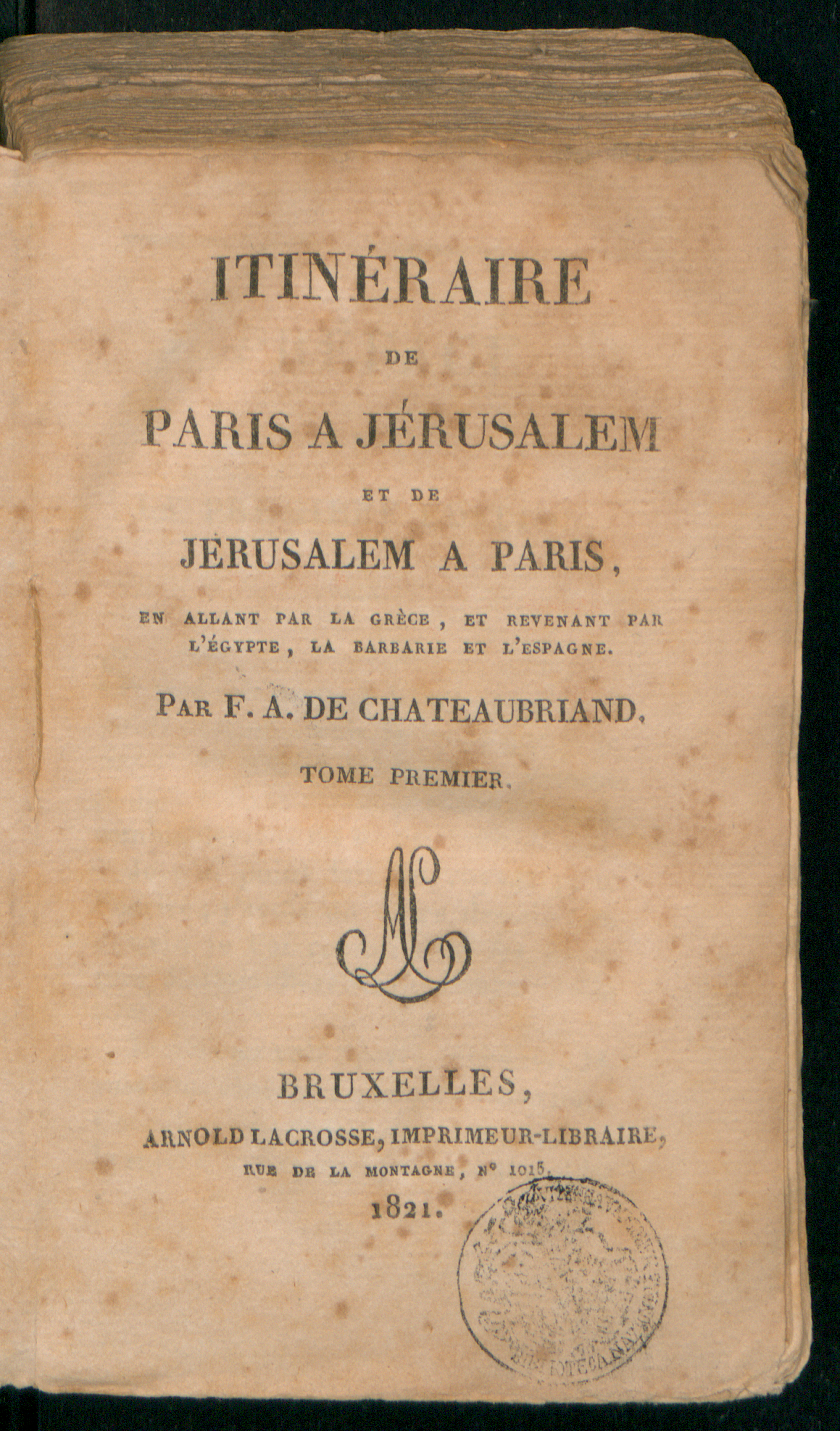
Itinéraire de Paris à Jérusalem et de Jérusalem à Paris, 1821

- 《기독교의 정수》
- 《고백 문화》
- 《세기병》
- 《묘지 저쪽의 회상》
- 《아탈라》
- 《르네》
- 《나체즈 족》

## 참고 자료
- 이 문서에는 다음커뮤니케이션(현 카카오)에서 GFDL 또는 CC-SA 라이선스로 배포한 글로벌 세계대백과사전의 내용을 기초로 작성된 글이 포함되어 있습니다.
- 본 문서에는 지식을만드는지식에서 CC-BY-SA 3.0으로 배포한 책 소개글을 기초로 작성된 내용이 포함되어 있습니다.